# Вамек III Дадіані
Вамек III Дадіані (груз. ვამეყ III დადიანი; д/н — бл. 1661) — мтаварі Мегрелії у 1658—1661 роках, цар Імереті у 1661 році (як Вамек I).

## Життєпис
Онук Мамії III й син Георгія I Ліпартіані, таваді Сапартіано. За іншою, більш сумнівною, версією був онуком Мамії IV й син Георгія II Ліпартіано. Його матір'ю була Анна, донька Георгія III Дадіані.
1657 року після смерті мтаварі Левана II виступив проти узурпатора Ліпарита III, що відсторонив Олександра, законного спадкоємця. Вамек в обмін на деякі мегрельські фортеці та половину князівської скарбниці здобув допомогу від Олександра III, царя Імереті. В результаті захопив Мегрелію. Але вже 1658 року був повалений військами картлійського царя Вахтанга V, що надав дорпомогу Ліпариту III. Втім того ж року імеретинський цар особисто рушив проти Ліпарита III, мтаварі Мегрелії, де у битві біля Бандзи завдав поразки Ліпариту III та його союзникам Кайхосро I, мтаварі Гурії, і чилдирському паші. Цього разу Вамек III закріпився у владі.
Зосередив зусилля на укладанню миру із сусідами — Гурією і Самцхе, а також царем Картлі. Разом з тим попередні роки війни за владу призвели до фактично втрати Абхазії, де став незалежним мтаварі Сустар.
Після смерті царя Олександра III у 1660 році почав інтригувати проти його наступника Баграта V. 1661 року перейшов на бік Аслана-паши, валі Чилдира, який повалив регентів Дареджан та її чоловіка Вахтанга Чучуніашвілі, відновивши номінальну владу Баграта V. Але невдовзі внаслідок інтриг низка імеретинської знаті оголосила Вамека III царем Імереті. При цьому зумів домовитися про спільно пануванням над Імеретією з Арчілом. Але Вамек, бажаючи збільшити коло прихильників та встановити владу над усією Імеретією, розірвав заручини дочки з Арчілом, сином картлійського царя Вахтанга V і видав її заміж за князя Бежана Гогоберидзе. У відповідь картлійське військо вдерлося до Імереті, де посадило на трон Арчіла.
Вамек III відступив до родинних володінь, а звідти під тиском картійців втік до Сванеті, де за наказом Вахтанга V був убитий Хосіей Лашхішвілі, сардалі-моураві області Лечхумі. Влада в Мегрелії перейшла до Левана III, брата Ліпарита III.

## Родина
Дружина — Олена, донька Мамії II, мтаварі Гурії.
Діти:
- Баграт (д/н—1661)
- Георгій (д/н—1662), таваді Сапартіано
- Дареджан, дружина Бежана Гогоберидзе